# 디지몬 크로스워즈
《디지몬 크로스워즈(일본어: デジモンクロスウォーズ 데지몬크로스워즈[*], Digimon Xros Wars)》는 구 디지몬 시리즈의 TV 애니메이션 5번째이자 마지막 작품으로 1부는 2010년 7월 6일부터 TV 아사히에서 2011년 3월 8일까지는 화요일 19시 27분 ~ 19시 57분에 걸쳐 방영되었으며 2/3부는 일요일 오전 6:30~ 7:00분으로 시간대를 옮겼으며 2011년 4월 3일부터 2012년 3월 25일까지 방영되었다.

## 개요
디지몬 어드벤처에서부터 이어져오던 구 디지몬 애니메이션 시리즈의 5번째이자 마지막 작품으로 역대 시리즈 사상 도입부가 많은 작품이자, 시리즈 최초의 하이비전 작품이며, 이전의 작품들을 방영하던 후지 TV에서 TV 아사히로 방송사를 옮기게 되었다. 또 디지몬 시리즈 최초로 일본 전국에 동시 방영되며, 이전 시리즈가 일요일 오전에 방영되던 것에 비해 크로스워즈는 1부는 오후 7시에 방송되었고 2/3부는 이전 시리즈처럼 일요일 오전으로 변경되었다.
진화의 형태는 디지크로스라는 새로운 형태인 조그레스와 비슷한 개념이다. 이전 시리즈들과는 달리 크로스워즈 시리즈는 선혈 묘사가 있고 필살기 등의 캐릭터의 동작들에 대한 이름이 자막으로 설명된다.
2012년 3월 25일에 종영되었다. 최종화 캐릭터 목록에 역대 디지몬 시리즈 주인공들이 추가되었다.

## 줄거리
중학생 1학년인 쿠도 타이키(강태성)는(은) 어느날 샤우트몬의 목소리와 함께 신비의 아이템 "크로스로더"를 얻게 된다. 즉, 강태성은 크로스로더를 사용할 수 있는 "제네럴"(지휘관)으로 선택받은 것이다. 강태성과 친구들은 디지털 월드로 향하지만, 디지털 월드는 크로스워즈 상태가 되어있었다. 강태성은 샤우트몬, 그리고 친구들과 함께 크로스워즈에 임한다!

## 스탭
- 기획 - 스기야마 노보루(TV 아사히), 세키 히로미(도에이 애니메이션)
- 원작 - 혼고 아키요시
- 연재 - 『V점프』(슈에이샤)
- 감독 - 엔도 테츠야
- 구성작가 - 산죠 리쿠
- 캐릭터 디자인・작화감독 - 아사누마 아키히로
- 미술디자인 - 유키 신조
- 음악 - 야마시타 코스케
- 프로듀서 - 마츠히사 토모하루(TV아사히), 사쿠라다 히로유키(도에이 애니메이션)
- 제작담당 - 마츠자카 카즈미치
- 제작협력 - 도에이
- 제작 - TV 아사히, 도에이 애니메이션

## 주제가

### 오프닝 테마
《Never Give Up!》(1기)
작사 - Sonar Pocket / 작곡 - Sonar Pocket・키노시타 요시유키 / 편곡 - 키노시타 요시유키
노래 - Sonar Pocket (유니버설 뮤직→토쿠마 재팬 커뮤니케이션즈)
※2기부터는 이 노래를 어레인지한 BGM이 매화 서두에 흘러나온다.
《New World》(2기)
작사・작곡・편곡 - kz(livetune)
노래 - TWILL (나유타웨이브 레코드)
《STAND UP》(3기)
작사・작곡・편곡 - kz(livetune)
노래 - TWILL (나유타웨이브 레코드)

### 삽입곡
1기
《WE ARE 크로스하트!》
노래 - 와다 코지, 작사 - 산죠 리쿠, 작곡・편곡 - 야마시타 코스케
《BLAZING BLUE FLARE》
노래 - 다카토리 히데아키, 작사 - 산죠 리쿠, 작곡・편곡 - 야마시타 코스케
《×4B THE GUARDIAN》
노래 - 와다 코지, 작사 - 산죠 리쿠, 작곡・편곡 - 야마시타 코스케
《하늘을 나는 용자! x5》
노래 - 와다 코지, 작사 - 산죠 리쿠, 작곡・편곡 - 야마시타 코스케
2기
《Evolution & Digixros ver.TAIKI 》
노래 - 와다 코지&타니모토 타카요시, 작사 - 산죠 리쿠, 작곡・편곡 - 야마시타 코스케
《Evolution & Digixros ver.KIRIHA 》
노래 - 와다 코지&타니모토 타카요시, 작사 - 산죠 리쿠, 작곡 - 야마시타 코스케, 편곡 - 후쿠히로 슈이치로
《WE ARE 크로스하트! ver.X7》
노래 - 와다 코지&타니모토 타카요시&미야자키 아유미, 작사 - 산죠 리쿠, 작곡・편곡 - 야마시타 코스케
《돈도코몬으로 분위기를 드높여라!》
노래 - 오노다 코지＆돈도코몬(사쿠라이 타카히로), 작사 - 산죠 리쿠, 작곡・편곡 - 다카토리 히데아키
《DARK KNIGHT ~불사신의 왕자~》
노래 - 타니모토 타카요시, 작사 - 산죠 리쿠, 작곡 - 야마시타 코스케
3기
《끓어오르는 힘!》
노래・연주 - 사이킥 러버. 작사・작곡 - YOFFY. 편곡 - 오오이시 켄이치로
《Shining Dreamers》
노래 - 이와사키 타카후미. 작사 - 산죠 리쿠. 작곡 - 이와사키 타카후미. 편곡 - 오오이시 켄이치로
《레전드 크로스워즈》
노래 - YOFFY&이와사키 타카후미. 작사 - 산죠 리쿠. 작곡 - 야마시타 코우스케

## 보충자료
- 이전에 방영되던 프로그램 "스티치!"와 마찬가지로 엔딩 테마곡이 없으며 모든 스탭롤은 오프닝에 등장한다.
- 8화부터 디지몬이 기술을 사용할 때마다 일부 기술명이 화면에 표시되게 되었다. 기술명이 표시된 것은 시리즈 사상 처음이다.
- 시리즈를 통해 좀처럼 등장하지 않던 유혈 장면(단 붉은색이 아닌 흰색으로 나오며 딱 한 컷만 등장한다)이 나온다.
- 이번 작품을 통해 발매된 완구나 게임에서는 이전의 디지몬에 '그레이몬L', '스타몬L'과 같은 표기를 하고 있다. 여기서 'L'은 레전드의 약자이다.